# L'adorabile intrusa
L'adorabile intrusa (Mother is a Freshman) è un film del 1949 girato in Technicolor da Lloyd Bacon.

## Trama
Una giovane vedova si iscrive all'università insieme alla figlia ma si innamoreranno dello stesso uomo: il professore di inglese Richard Michaels.

## Riconoscimenti
La pellicola ricevette una nomination al premio Oscar per i migliori costumi.